# Jindřich Maštálka
Jindřich Maštálka, plným jménem Jindřich Gustav Maštálka (22. února 1866 Sobotka – 9. září 1926 Domousnice), byl rakouský a český politik, na konci 19. a počátku 20. století poslanec Říšské rady a Českého zemského sněmu, za první světové války představitel prorakouského křídla mladočeské strany.

## Biografie

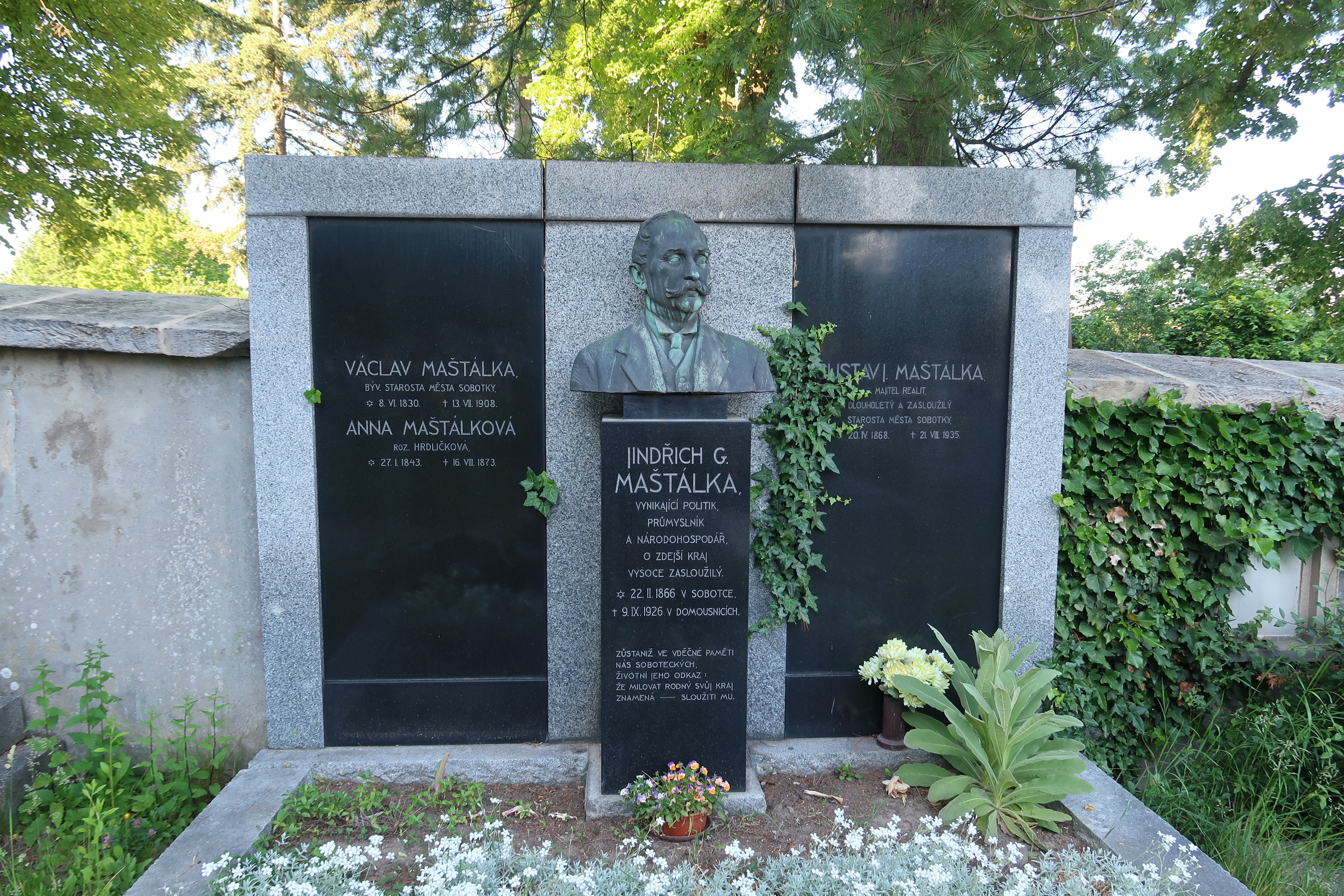
Hrobka Jindřicha Maštálky v Sobotce

Vystudoval nižší gymnázium v Jičíně a Českoslovanskou obchodní akademii v Praze, kde maturoval roku 1885. Vzdělání si pak doplňoval v cizině (krátké studium na právnické fakultě Ženevské univerzity roku 1887). V letech 1888–1908 působil jako okresní tajemník v rodné Sobotce, ale svým politickým vlivem brzy přesáhl regionální rozměr. Byl také aktivní v podnikání. Od roku 1893 byl spoluvlastníkem cukrovaru v Dolním Bousově.
Na konci 19. století se zapojil do celostátní politiky v rámci mladočeské strany. Ve volbách do Říšské rady roku 1897 se stal poslancem Říšské rady (celostátní zákonodárný sbor) za kurii městskou, obvod Jičín, Sobotka. Za týž obvod uspěl i ve volbách do Říšské rady roku 1901. Mandát obhájil také ve volbách do Říšské rady roku 1907, konaných poprvé podle všeobecného a rovného volebního práva, kdy se stal poslancem za obvod Čechy 22. Usedl do poslanecké frakce Český klub (širší aliance českých, národně-konzervativních a liberálních subjektů). Mandát získal za týž obvod i ve volbách do Říšské rady roku 1911 a ve vídeňském parlamentu setrval až do zániku monarchie. K roku 1911 se profesně uvádí jako majitel továrny.
Kromě toho po dvě funkční období zasedal i na Českém zemském sněmu, kam byl zvolen poprvé v zemských volbách roku 1901 (kurie městská, obvod Lomnice nad Popelkou, Sobotka, Nová Paka). Mandát zde obhájil i v zemských volbách roku 1908, stále za mladočeskou stranu. Kvůli setrvalým česko-německým obstrukcím se ovšem plénum sněmu po roce 1908 fakticky nescházelo.
V rámci mladočeské strany a české politiky zastával významné funkce. V letech 1897–1903 byl členem zemské zemědělské rady. Od roku 1909 byl též členem státní železniční komise a od roku 1913 i kontrolní komise pro státní dluh. Důležitá byla i jeho činnost v České průmyslové bance a v Pražské akciové tiskárně. Působil v mnoha správních radách průmyslových podniků. V zákonodárných sborech se věnoval hlavně otázkám železničním, melioračním a finančním. Zasloužil se o vybudování železniční trati Mladá Boleslav – Stará Paka a regulaci Klenice.
Po reorganizaci mladočeské strany roku 1907 (v souvislosti se zavedením všeobecného a rovného volebního práva) se stal členem jejího užšího vedení a patřil mezi blízké spolupracovníky Karla Kramáře. Když byl Kramář za světové války uvězněn, byl Maštálka spolu s Františkem Fiedlerem a Zdeňkem Tobolkou hlavním představitelem mladočeské strany a dal jí aktivistickou, prorakouskou orientaci. V roce 1916 se angažoval v pokusu o sloučení nesocialistických proudů české politiky do Národní strany a zasedl v jejím předsednictvu. Šlo ovšem fakticky jen o volné spojení mladočeské a straročeské strany, které nevyvíjelo výraznější aktivitu. Téhož roku se také stal jedním z místopředsedů Českého svazu, převážně aktivisticky orientované střechové platformy, sdružující všechny české politické strany ve Vídni, a jedním z místopředsedů Národního výboru (analogická široká koalice českých politických stran v Praze, na zemské, české úrovni). Zároveň ale českému protirakouskému odboji, takzvané Maffii, poskytoval četné informace a osobními intervencemi se přimlouval za stíhané osoby. Tiskovým orgánem aktivistického křídla mladočeské strany byly Národní listy, po jejich zastavení Česká svoboda.
Když se Kramář roku 1917 vrátil z vězení a česká politická reprezentace začala stupňovat federalistické a protirakouské motivy, stáhl se Maštálka fakticky z politického života. V srpnu 1918 potom rezignoval i na mandát v Říšské radě. Žil potom převážně na svém velkostatku Domousnice, který koupil roku 1917, když již od roku 1893 byl jedním z majitelů dolnobousovského cukrovaru.
Dne 18. ledna 1906 byl jmenován čestným občanem města Sobotky. V roce 1909 se stal čestným občanem města Hořic.
Sestra jeho manželky Leopoldiny byla manželkou poslance Josefa Seiferta.
V Domousnicích spáchal 9. září 1926 sebevraždu. Pohřben je v Sobotce, jeho hrob zdobí epitaf od F. Šrámka a busta od J. Drahoňovského z roku 1933.